# حسن بيعي
حسن علوان حسين بيعي طبيب عراقي من مدينة الحلة، اشتهر بنشاطه المتميز في مجال طب المجتمع وله العديد من الأبحاث التي تخص المشاكل الصحية والتعليمية لاطفال العراق.